# Zarzuela del Monte (kommunhuvudort)
Zarzuela del Monte är en kommunhuvudort i Spanien.   Den ligger i provinsen Provincia de Segovia och regionen Kastilien och Leon, i den centrala delen av landet, 70 km nordväst om huvudstaden Madrid. Zarzuela del Monte ligger 1 004 meter över havet och antalet invånare är 510.
Terrängen runt Zarzuela del Monte är platt åt nordväst, men åt sydost är den kuperad.Runt Zarzuela del Monte är det ganska glesbefolkat, med 29 invånare per kvadratkilometer. Närmaste större samhälle är Villacastín, 7,3 km väster om Zarzuela del Monte. 